# Archermos
Archermos (fl. VI secolo a.C.) è stato uno scultore greco antico, originario dell'isola di Chio e attivo nella seconda metà del VI secolo a.C.

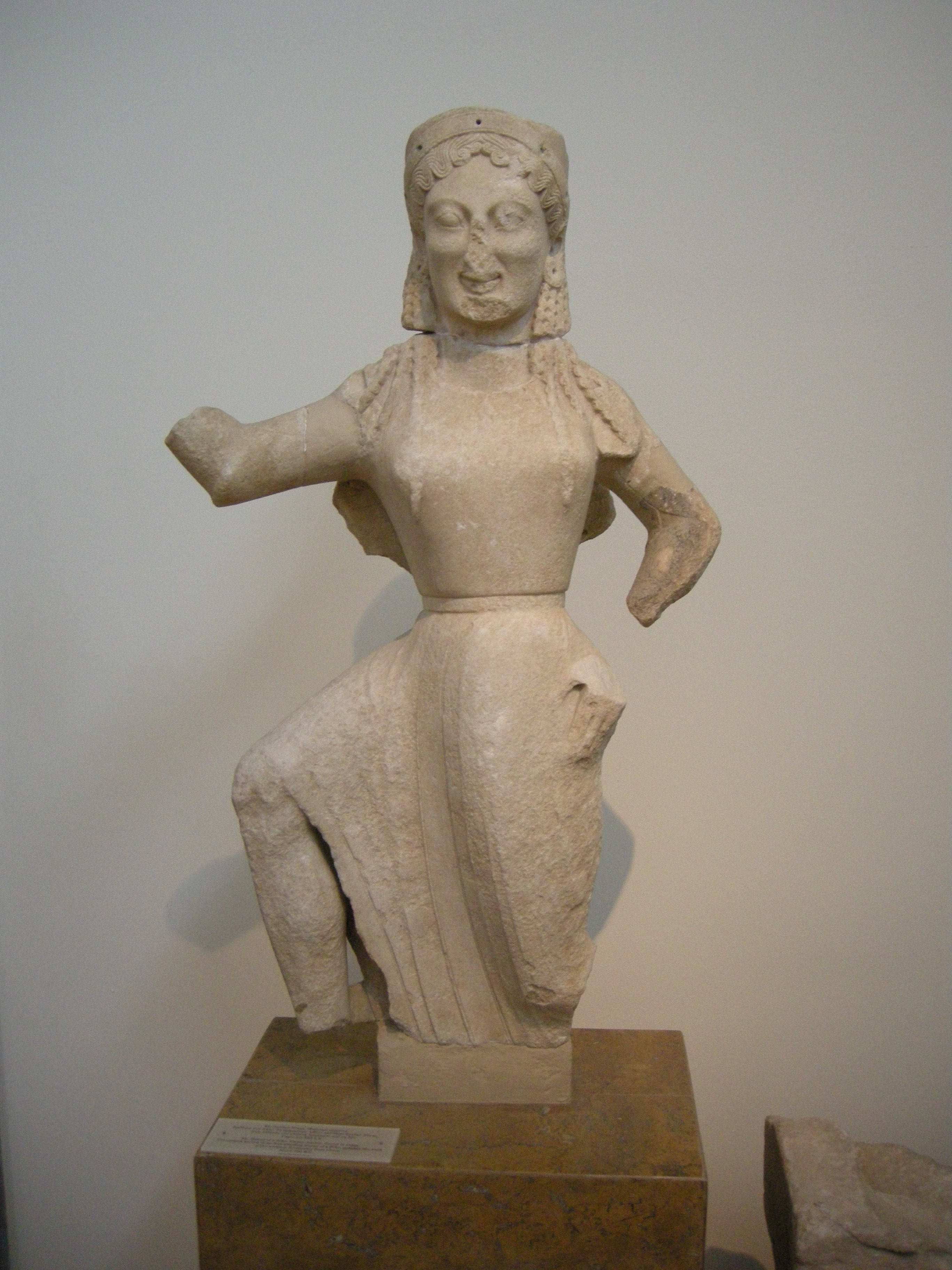
Nike di Archermos, o Nike di Delo, 550 a.C. circa. Museo archeologico nazionale di Atene 21.

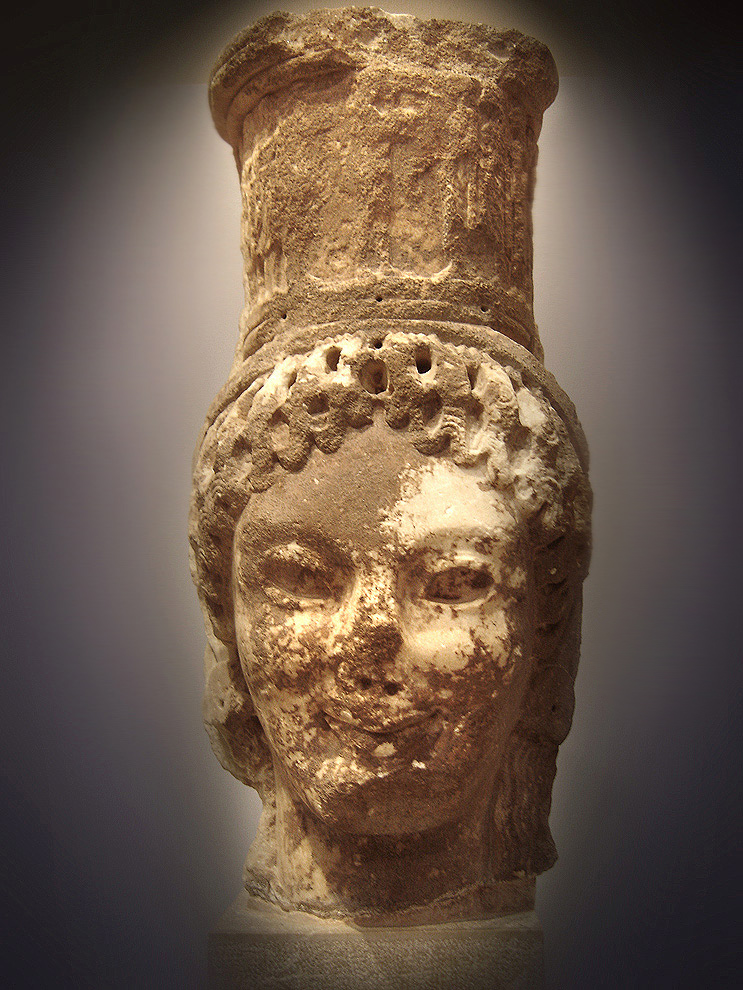
Testa di Cariatide, Museo archeologico di Delfi

È uno dei pochi scultori arcaici di cui ci siano giunte notizie sia letterarie sia epigrafiche.

## Fonti letterarie

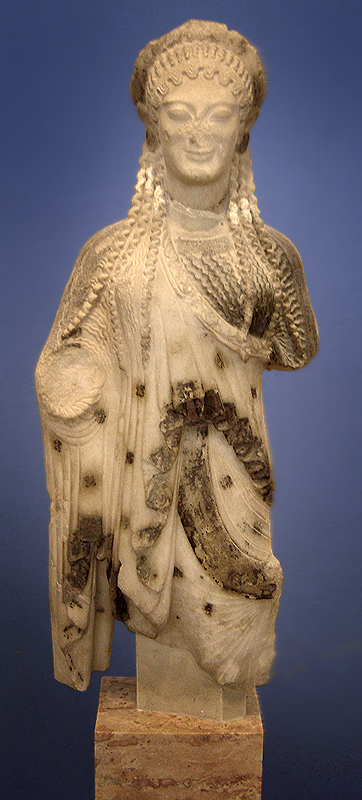
Kore 675. Atene, Museo dell'Acropoli.

Viene ricordato da Plinio il Vecchio, che lo ritiene figlio di Mikkiades e nipote di Melas e cita di sue opere ancora conservate ai suoi tempi a Delo e nell'isola di Lesbo. Ai suoi figli, Bupalo e Athenis, Plinio attribuisce altre sculture situate in Grecia e ricorda che loro opere erano presenti anche nelle collezioni di diversi edifici augustei di Roma.
Uno scholion (nota a margine che veniva apposta dai successivi grammatici ai manoscritti dei testi classici) alla commedia degli Uccelli di Aristofane, riporta che sarebbe stato Archennos, ad applicare per primo le ali alle Nikai.
Secondo Pausania al figlio di Archermos Bupalo è da attribuire l'invenzione della figura della Tyche, con copricapo a polos e cornucopia. Gli sono anche attribuite raffigurazioni delle tre Grazie, rappresentate vestite, a differenza dell'uso successivo.

## Fonti epigrafiche
A Delo è stata rinvenuta la base di una statua con un'iscrizione che ricorda il suo nome e nei pressi una scultura di una Nike alata che gli è stata attribuita, con alcune incertezze, con il nome di "Nike di Archermos" (anche conosciuta come "Nike di Delo") ed è conservata nel Museo archeologico nazionale di Atene.
Su un fusto di colonna rinvenuta sull'Acropoli di Atene è stata rinvenuta una dedica fatta da Archermos di Chio.
Alla Nike di Delo e alla cosiddetta "scuola di Chio", costituita da Archermos e dai suoi figli, sono associate una kore rinvenuta sull'Acropoli di Atene, in marmo di Chio (Acropolis 675) e una cariatide di Delfi, precedentemente ritenuta appartenente al thesauros degli Cnidii.